# Jon Aramburu
Jon Aramburu   (Caracas, 23 de juliol de 2002) de nom complert, Jon Mikel Aramburu Mejías, és un futbolista professional basc que juga com a lateral dret a la Reial Societat. És internacional amb la selecció de Veneçuela.

## Biografia

### Carrera de club
Aramburu va formar part del planter de la Reial Societat del 2016 al 2017, però a causa de les regulacions de la FIFA va haver de tornar a Veneçuela. Es va unir al planter del Deportivo La Guaira i va començar la seva carrera sènior amb l'equip el 2020; hi va guanyar la primera divisió veneçolana del 2020.

### Real Unión
El 3 d'agost de 2022, va ser transferit al club basc Real Unión de la Primera Federació per dues temporades amb opció a una tercera.

### Reial Societat
L'1 d'agost de 2023 va signar amb la Reial Societat B un contracte de tres anys.
L'1 de novembre de 2023 va debutar amb el primer equip a la Copa del Rei contra el Buñol en una victòria per 1-0 fora de casa.

## Carrera internacional
Nascut a Veneçuela, Aramburu és d'ascendència basca a través dels seus avis i té doble nacionalitat espanyola. Va jugar amb la selecció veneçolana sub-17 al Campionat Sud-americà sub-17 de 2019. També va jugar amb la selecció veneçolana als tornejos Maurice Revello de 2022 i 2023. Va debutar amb la selecció absoluta de Veneçuela en un partit amistós 0-0 contra Guatemala el 18 de juny de 2023.

## Vida personal
Aramburu és d'ascendència basca i té la nacionalitat espanyola.

## Palmarès
Deportivo La Guaira
- Primera Divisió Veneçolana: 2020